# Nikolay Melnikov
Nikolay Andreyevich Melnikov (né le 24 janvier 1948 à Moscou) est un joueur de water-polo soviétique (juif), champion olympique en 1972 et champion du monde en 1975.
- CIO
- Olympedia
- World Aquatics